# Wannes Van de Velde
Wannes Van de Velde (Amberes, 29 de abril de 1937 – Amberes, 10 de noviembre de 2008), nombre de nacimiento Willy Cecile Johannes Van de Velde, fue un cantante folk, guitarrista, poeta, tirititero y artista belga. Fue conocido sobre todo por sus canciones Ik Wil deze Nacht in de Straten Verdwalen (1973), Mijn Mansarde y De Brug van Willebroek (1990). Sus trabajos son categorizados coo kleinkunst. Van de Velde es conocido por su dialecto local.

## Biografía
Creció en Zirkstraat, cerca del barrio rojo de Amberes. Su padre, Jaak Van de Velde, era un metalúrgico y un cantante talentoso y su madre era ama de casa y cantante por lo que en casa, el joven siempre estaba rodeado de música.
Su canción "Ik Wil Deze Nacht in De Straten Verdwalen" fue escrita para la película No tiren a los viejos por la ventana (Home Sweet Home) de Benoît Lamy.
En 1997 recibió el Arkprijs van het Vrije Woord.
Van de Velde murió en Antwerp el 10 de noviembre de 2008 a los 71 años.